# Phaenocora kepneri
Phaenocora kepneri är en plattmaskart. Phaenocora kepneri ingår i släktet Phaenocora och familjen Typhloplanidae. Inga underarter finns listade i Catalogue of Life.